# Laura Bennett
Laura Eugenia Bennett, född 2 augusti 1963 i New Orleans, Louisiana, är en amerikansk arkitekt och modedesigner. Bennett är mest känd för sin medverkan i säsong tre av TV-programmet Project Runway där hon var en av de fyra finalisterna.